# Rogert Møller
Rogert Conradin Møller (6. december 1844 i Hørsholm – 26. august 1918 i København) var en dansk arkitekt og politiker. Bemærk, at hans søn, bagermester Rogert Møller (1883-1952), bar samme navn.

## Virke som arkitekt
Møllers forældre var købmand, senere kroforpagter, retsvidne Jacob Møller (1803-1857, gift 2. gang 1852 med Ernestine Wilhelmine Wegner) og Mariane Cathrine Schaltz (ca. 1808-1849). Han blev fjorten år gammel optaget på artilleriskolen og blev 1862 efter afslutningen på elevskolen aspirant i Generalstabens topografiske Afdeling, hvor han 1864 udnævntes til guide. 1870 opgav han denne stilling for at blive reserveassistent, fra 1872 assistent ved Københavns Brandvæsen.
I sin fritid tegnede han hos en arkitekt og påtog sig gradvist selvstændige arkitektopgaver. I 1881 nedsatte han sig som arkitekt på fuld tid. Som arkitekt var Rogert Møller helt selvlært, hvilket gør hans arkitektoniske kunnen så meget mere imponerende. Hans første værker, eksempelvis på Vesterbro, er helt ordinære, mens hans senere opgaver vidner om stor kreativitet i forhold til tidens dyrkelse af de historiske stilarter.
Møller fik siden hen en række store opgaver for byggekonsortier i indre by, som han løste sammen med andre, og i disse tilfælde stod han for planlægningen og administrationen af byggesagen. Møller spillede en stor rolle i "stuktidens" spekulationsbyggeri og var også involveret i masseproduktion af tarvelige arbejderboliger, som eksempelvis boligkarréerne på Christianshavn (Aladdinkomplekset).

## Kreditforeningsdirektør
Rogert Møller blev hurtigt et kendt navn i grundejerkredse og fik kontakt til Østifternes Kreditforening, som knyttede ham til sig. Først blev han 1875 taksationsmand for foreningen, 1877 medlem af repræsentantskabet, 1879 revisor og endelig 1906 bygningskyndig direktør, hvilket han var til sin død. Han var involveret i kreditforeningens flytning til en ny bygning i Gyldenløvesgade 1913-14, og bygningen blev tegnet af bl.a. Valdemar Dan, der var Rogert Møllers svigersøn.
Han var også medlem af repræsentantskabet i Livsforsikrings-Anstalten Tryg.

## Politisk virke
Fra 1892 til 1898 var Møller medlem af Københavns Borgerrepræsentation, tilhørende den konservative gruppe, og hans store viden om grundejer- og hypotekforhold var af betydning for det politiske arbejde, navnlig i udvalgene. Møller var 1902-18 formand for Københavns Grundejeres Renholdningsselskab og 1885-1904 formand for Vesterbros Grundejerforening.
Møller blev justitsråd 1901, etatsråd 1908, Ridder af Dannebrog 1898 og Dannebrogsmand 1914.

## Ægteskaber
1. Han blev gift første gang 8. december 1869 i Garnisons Kirke med Emilie Christine Marie Witt (22. juni 1846 i København - 9. oktober 1894 sammesteds), datter af forvalter Hans Thomas Frederik Witt (1818-1910, gift anden gang 1853 med Andremine Henriette Mathilde Christensen, 1834-1907) og Sophie Louise Andersen (1818-1853)
2. Anden gang giftede han sig 18. september 1895 i København med Sophie Cathinka Wilhelmine Knuppert (23. juli 1854 i Nakskov - 6. december 1938 i København), datter af købmand, senere kreditforeningsdirektør i København Frederik Louis Carl Knuppert og Marie Elisabeth Jørgensen.

Han er begravet på Vestre Kirkegård. Der findes et fotografi fra tiden som brandassistent og af Holger Damgaard (Det Kongelige Bibliotek).

## Værker
(alle i København og på Frederiksberg)
- Værnedamsvej 4 A (1876)
- Kirkebygning i gården, Blågårdsgade 40 (1878-79)
- Gammel Kongevej 33 B 1876)
- Gammel Kongevej 33 A (1878-81)
- Viktoriagade 12 (1881)
- Istedgade 42 (1881)
- Gasværksvej 12 (1882-83)
- Bagerstræde 1/Vesterbrogade 50 (1884-85)
- Eriksgade 12-14 (1886-87)
- Abel Cathrines Gade 8-10 (1886-87)
- Abel Cathrines Gade 12 (1886-87)
- Abel Cathrines Gade 14-16/Istedgade (1886-87)
- Gasværksvej 26/Eriksgade 1 (1887-88)
- Eriksgade 3-5 (1887-88)
- Vesterbrogade 30/Stenosgade 1 (1894-95)
- Ejendommen Cityhus, Pilestræde 14 (1897-98)
- Vester Voldgade 25-27 (1898)
- Vesterbrogade 119 (1898-99)
- Købmagergade 63-65 (1898-99)
- Ejendommen Upsalahus, Upsalagade/Lundsgade (1899)
- Aladdinkomplekset eller Strygejernet, tre karréer, Overgaden oven Vandet/Andreas Bjørns Gade/Burmeistergade/Brobergsgade/Prinsessegade (1899-1901, sammen med Erik Schiødte)
- Ejendommen Volmerhus, Kristen Bernikows Gade 1/Østergade 32/Antonigade (1902)
- Vesterbrogade 20 (1901-03)
- Vesterbrogade 69-71 (1906-07)
- Forhåbningsholms Allé 23 (1905)

### Andetsteds
- Cottager på Nationernes Allé, del af Hotel Marienlyst, Helsingør (1899)[1]

### Sammen med Valdemar Dan
- Ejendommen Kronborg, Gåsegade 2/Farvergade 15/Vandkunsten 12/Løngangsstræde 16, København (1894-95 og 1908-10)
- For-, mellem- og baghus, Vesterbrogade 35, København (1903-05, facaden ændret 1954)
- Ejendommen Farvergade 6-8, København (1907)
- Husligt Arbejder Forbunds bygning Farvergade 10-12/Rådhuspladsen 77, København (1908, renoveret 1983)